# Fuoco d'artificio (film)
Fuoco d'artificio (Feuerwerk) conosciuto anche come Annie in Italia, è un film commedia basato sulla versione alta tedesca della commedia dialettale svizzera Der schwarze Hecht. La prima fu il 16 settembre 1954 a Düsseldorf, seguita da proiezioni a Berlino Ovest e Francoforte sul Meno il 17 settembre.
La commedia musicale Das Feuerwerk di Erik Charell e Jürg Amstein fu presentata per la prima volta a Monaco di Baviera nel 1950 e divenne un grande successo, anche grazie alla canzone O mein Papa. Charell portò Lilli Palmer, che era come lui un emigrante ebreo, in Germania e le diede il ruolo principale nell'adattamento cinematografico dell'opera come co-produttore.
Il film fu prodotto dall'11 maggio al 12 luglio 1954 negli studi della Bavaria Film di Geiselgasteig. Le riprese esterne furono effettuate a Monaco e dintorni. Il film stesso è molto colorato e insolitamente veloce per le condizioni tedesche dell'epoca. La coreografia è stata fatta da Sabine Ress. Le scene circensi e d'artista sono frutto di Circus Brothers Belli, 7 Leotaris, Rudi Llata Comp., Los Pilars e Pilade Cristiani.
Lilli Palmer divenne improvvisamente una star grazie alla pellicola. Degni di nota sono anche la danza, il canto e gli intermezzi artistici di Romy Schneider, che all'epoca era ancora poco conosciuta. Peter Rühmann, figlio di Heinz Rühmann, ha la sua unica apparizione cinematografica come suo fratellino che lancia rane bang.

## Trama
Nell'agosto del 1909, un circo itinerante arriva in una piccola città tedesca. Il suo direttore Sascha Obolski non è altro che il fratello del produttore locale di gnomi da giardino Albert Oberholzer, scomparso vent'anni prima. Alexander Oberholzer, come viene effettivamente chiamato Sascha Obolski, è ora venuto a congratularsi con suo fratello, così come con gli altri suoi fratelli in arrivo, per il suo 50º compleanno. Di conseguenza, il piccolo borghese confuso conosce anche la sua affascinante moglie Iduna, che canta di suo padre, un famoso clown.
Anna, la figlia di Albert Oberholzer, è affascinata dal circo e dal suo regista. Anche se in realtà ama il giardiniere Robert, scappa di casa per unirsi al circo come artista. Si sottrae così alla necessità di dire addio all'odiata zia Paula, raffigurata come una donna risoluta che comanda sul marito Gustav, di professione funzionario. Iduna, d'altra parte, guarda con sospetto il riavvicinamento tra Anna e il proprio marito e va alla stazione ferroviaria per tornare delusa a Parigi, la sua patria. Anna è combattuta e vede già come un incubo le situazioni pericolose che dovrà vivere come spericolata artista circense.
Infine, tutte le menti agitate si calmano, Iduna rinuncia a partire, Anna si mette con Robert e il circo dà uno scintillante spettacolo d'addio. Il circo riparte, e alla fine si mostra che lo zio Gustav, che ha abbandonato la sua professione si è unito al circo come nuovo membro della famiglia.

## Recensioni
(Lexikon des internationalen Films)
(Variety)
(Adolf Heinzlmeier e Berndt Schulz, Lexikon „Filme im Fernsehen“, Hamburg, Rasch und Röhring, 1990, p. 228. ISBN 3-89136-392-3)
(6000 Filme. Kritische Notizen aus den Kinojahren 1945 bis 1958. Handbuch V der katholischen Filmkritik, 3ª edizione, Düsseldorf, Verlag Haus Altenberg, 1963, p. 113)